# IS-1
IS-1 (vyráběný pod názvem IS-85) byl sovětský těžký tank vyvinutý v roce 1943 a používaný během druhé světové války. Kvůli rychlému přezbrojení 122mm kanónem a vzniku IS-2 bylo vyrobeno pouze 107 kusů. Označení IS znamenalo Iosif Stalin.

## Vývoj
Snahou o zlepšení výrobní náročnosti tanků KV se měl stát model KV-13, který byl téměř kompletně vyroben z lité oceli. Tento stroj byl však pro výrazné nedostatky odmítnut, ale posloužil jako základ pro vývoj nového těžkého tanku IS-1, který byl zahájen počátkem roku 1943. Korba tohoto nového tanku byla po nutných úpravách převzata z modelu KV-13. Pro kanón ráže 85 mm byla zkonstruována nová věž, která byla shodná s věží u tanku KV-85. Sériová výroba tanku IS-1, resp. podle původního značení IS-85, byla zahájena počátkem září 1943.

## Konstrukce
Korba tanku IS-1 tvarově připomínala tanky KV, se kterými měla hodně společného. Odlišovala se však používáním litých dílů, které dávaly tanku IS charakteristický zaoblený tvar, zbývající části korby byly zhotoveny z válcované oceli. V čelním pancíři korby byl odklápěcí průzor řidiče, který seděl uprostřed. Po pravé straně řidiče byl v korbě uložen kulomet DT ráže 7,62 mm. Ačkoliv řidič musel do tanku nastupovat věží, měl pro případ nouzového opuštění tanku k dispozici únikový poklop v podlaze. Nad prostorem řidiče byly ve střeše korby uchyceny dva periskopy. K pohonu tanku sloužil vznětový motor V-2-IS o výkonu 600 HP. Podvozek sestával na každé straně z napínacího kola vpředu, šesti dvojitých pojezdových kol, hnacího kola vzadu a třech napínacích kladek. Pojezdová kola s vnitřním tlumením byla odpružena torzními tyčemi. V přední části korby byla elektricky poháněná, odlévaná věž vejčitého tvaru. Ve věži byl lafetován kanón D-5T ráže 85 mm spolu s koaxiálním kulometem. Další kulomet byl ve střílně na zadku věže. K zamíření sloužil teleskopický zaměřovač 10-T-15, ve věži byl instalován pozorovací periskop PT4-15. Vezená zásoba munice činila 59 granátů. Na obou stranách věže byly otvory, umožňující střelbu do stran z osobních zbraní osádky, které byly za normální situace ucpány kolíky. Na levé straně věže byla instalována kopule velitele, vybavená poklopem, který zajišťoval přístup osádky do tanku. Po pravé straně této kopule byl druhý, menší poklop, určený hlavně pro nakládání munice. Celkem bylo vyrobeno 107 kusů tanku IS-1, výroba byla zastavena ve prospěch tanku IS-2.

## Bojové nasazení
Tanky IS byly zařazovány do samostatných gardových pluků těžkých tanků. Byly nasazeny jak na severní části fronty v Pobaltí, tak i na jihu - první nasazení několika málo kusů proběhlo během bitvy u Kurska, větší množství bylo nasazeno v Korsuň-ševčenkovské operaci. Jejich oponenty tvořily zejména tanky Tiger a Panther, které měly převahu při střelbě na větší vzdálenost. Tanky IS-1 sice dokázaly bojovat s poslední generací německých tanků, ovšem bez možnosti získání tolik potřebné převahy. Nedostačující bojové výsledky tanků IS-1 utvrdily sovětské velení ve správnosti myšlenky vyzbrojení těžkého tanku kanónem ráže 122 mm a tak byly u jednotek postupně nahrazovány novými tanky IS-2.